# Malazgirt
Malazgirt – miasto w Turcji, w prowincji Muş. W 2016 roku liczyło 20 038 mieszkańców.